# شنون لارکین

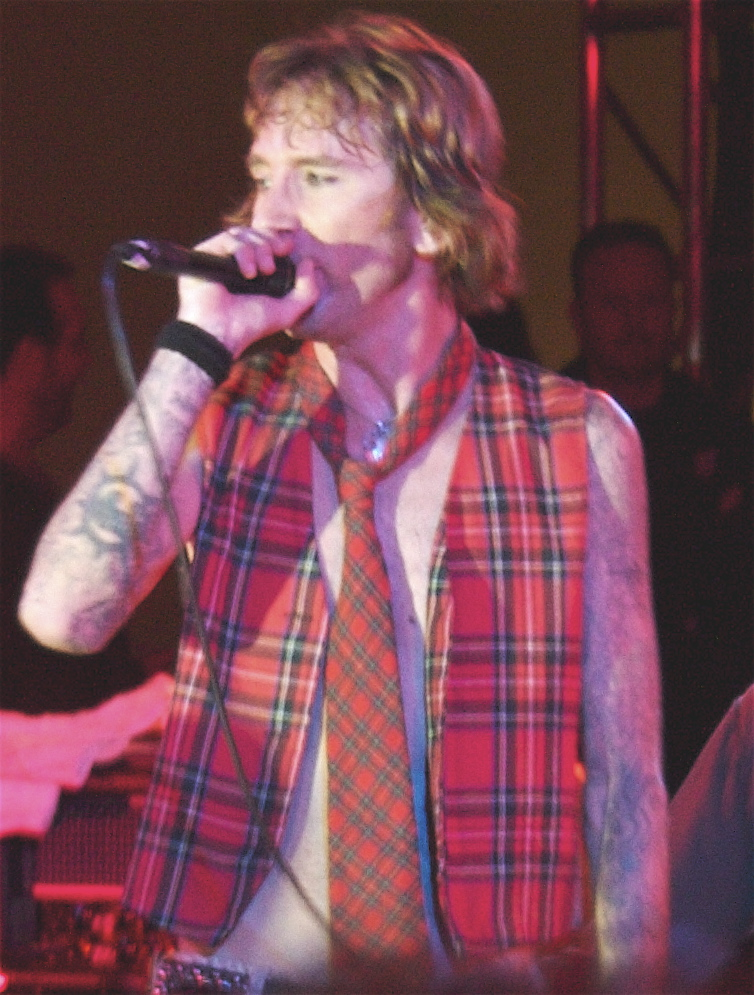
شنون لارکین

جیمز شنون لارکین (به انگلیسی: Shannon Larkin) نوازنده درامز گروه هوی متال گادسمک است. شنون لارکین نواختن درامز را از سن ۱۰ سالگی شروع کرد. او در سال ۲۰۰۲ جای «تامی استوارت» را گرفت و وارد گروه گادسمک شد که تا به امروز چهار آلبوم رسمی به همراه گروه منتشر کرده‌است.

## فعالیت در گروه‌های موسیقی
- کیدی پورن
- رتچایلد آمریکا
- سولز ات زیرو
- آگلی کید جو
- بلک سبت
- امن
- اسنات
- گادسمک
- انادر انیمال